# Деревня Марии-Антуанетты
Дере́вня Мари́и-Антуане́тты (фр. Hameau de la Reine — досл.: «хутор королевы»), другое название Деревушка королевы — группа зданий в Версальском парке, в департаменте Ивелин, Франция. Находится недалеко от дворца Малый Трианон Эта деревня построена по заказу королевы Марии-Антуанетты в течение зимы 1782—1783 годов. Здесь супруга Людовик XVI желала создать особый уголок, где можно было укрыться от строгих придворных церемоний и оказаться в обстановке настоящей сельской жизни. Вдохновили королеву на создание деревни сочинения Жан-Жака Руссо, где он нахваливал радости жизни на природе, называя сельские пасторали «маленьким раем». Здесь были не только построены крестьянские дома, но и организована настоящая ферма. Строительство было поручено архитектору Ришару Мику. Прототипом стала деревушка Шантийи и рисунки художника Юбера Робера.
Вокруг искусственного пруда, в который выпустили карпов и щук, Ришар Мик построил двенадцать фахверковых зданий с соломенными крышами в норманнском или фламандском стиле. Рядом обустроили молочные фермы, птичник, мельницу, голубятню и башню-маяк на берегу, а также отдельный дом для сторожа. Около каждого здания разбили огород, клумбу с цветами и высадили фруктовые деревья. Главным из жилых домов являлся Maison de la Reine в самом центре деревни. Через реку, которая разделила поселение, перекинули небольшой каменный мост.
После Великой Французской революции деревня Амо-де-ля-Рен была на некоторое время заброшена. Но уже при власти Наполеона I провели реставрационные работы (в период с 1810 по 1812 год). В следующий раз масштабные восстановительные работы производились на средства Джона Рокфеллера (младшего) в 1930-е годы. Наконец, в 1990-х годах под руководством Пьера-Андре Лаблода были организованы реставрационные мероприятия, вернувшие деревне почти первозданный вид. В 2006 году состоялось торжественное открытие деревни для публики.

## История

### Мода на сельские пасторали

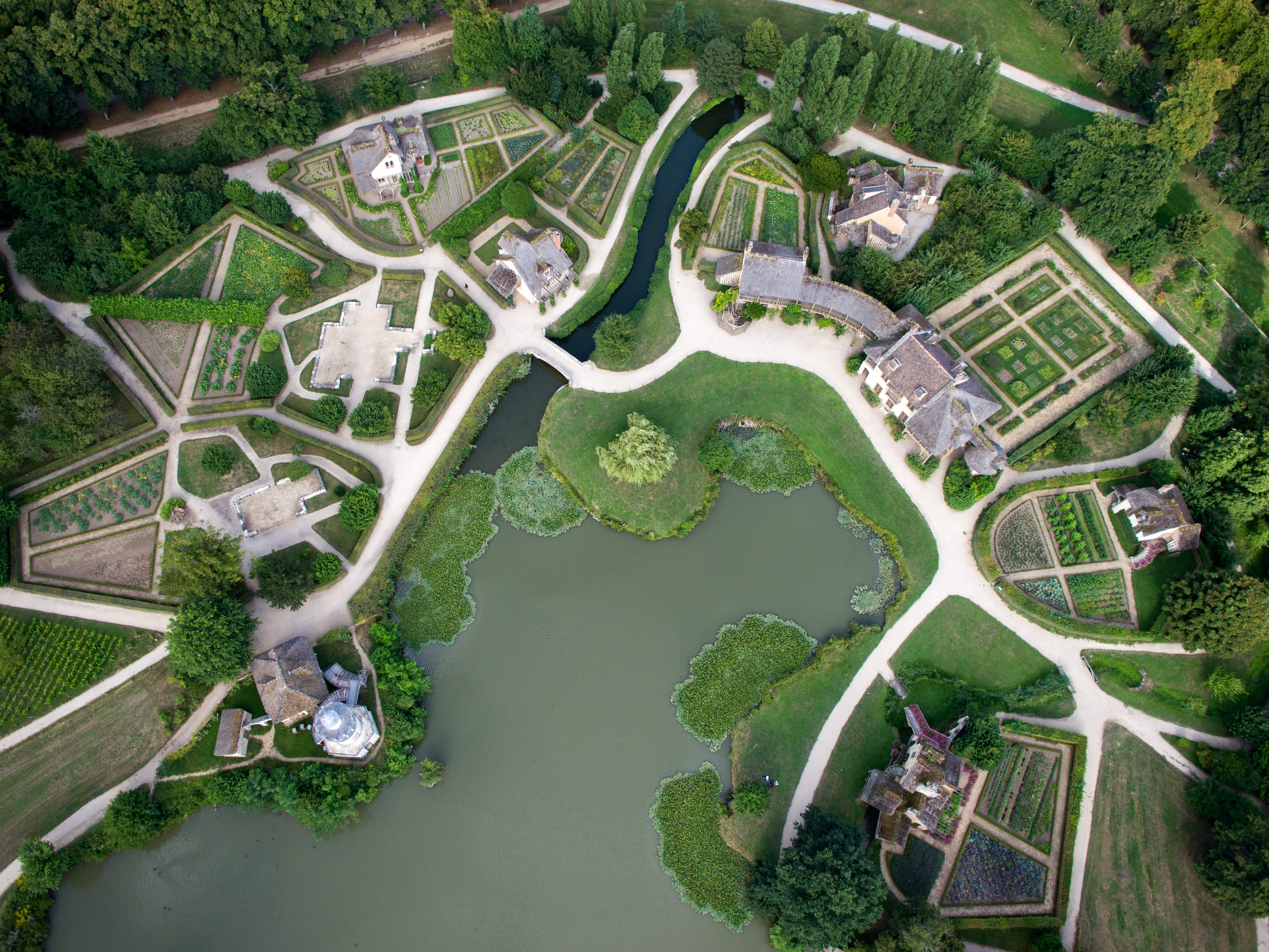
Вид Амо-де-ля-Рен с высоты птичьего полёта

В начале своего правления Людовик XVI подарил супруге Марии-Антуанетте дворец Малый Трианон. Затем были проведены работа по благоустройству окружающего парка. Перепланировка началась в 1774 году и продолжалась до 1782 года. По просьбе королевы ландшафт старались формировать в стиле швейцарских пейзажей, которые должны были напоминать Марии-Антуанетте виды Альпийский предгорий в родной Австрии. Поначалу эта часть парка использовалась для прогулок и пикников. Но вскоре стало известно, что принц Конде построил для собственного развлечения небольшую деревушку в парке рядом со своим замком Шантийи. Там было возведено семь крестьянских домов, покрытых соломой. В ту эпоху в Европе среди аристократии началось повальное увлечение прелестями истинной деревенской жизни. Идеологом нового движения выступил философ Руссо. Посещение коровника или мельницы стало для знати очень модным видом развлечения. Считалось, что таким образом можно окунуться в славные древние времена и вспомнить о добродетельных предках, которые жили в идиллической простоте. Идеями Руссо увлеклась и Мария-Антуанетта.
Следует сказать, что многие представители высшей знати стали строить в своих парках деревенские домики. Кок-кто создавал строения в сказочном духе. В частности, принцесса Ламбаль построила на территории парка у замка Рамбуйе коттедж, облицованный снаружи ракушками, который очень понравился королеве. Правда, скромный внешний вид большинства таких «деревенских домов» резко контрастировал с изысканной меблировкой. Появилась мода устраивать музыкальные представления на свежем воздухе, а крестьянские дома использовать как своеобразную декорацию.
Молодой королеве очень нравилась роль пастушки, которую она исполняла в некоторых пьесах в придворном театре. Мария-Антуанетта решила построить для собственного удовольствия целую деревню к северо-востоку от дворца Малый Трианон. Предполагалось создать идеальное поселение, где всё будет гармонично и по-настоящему. Одной из важных целей была и воспитательная. Предполагалось, что в таком поселении будет весело королевским детям (Мария-Антуанетта родила двух мальчиков и двух девочек).

### Строительство деревни

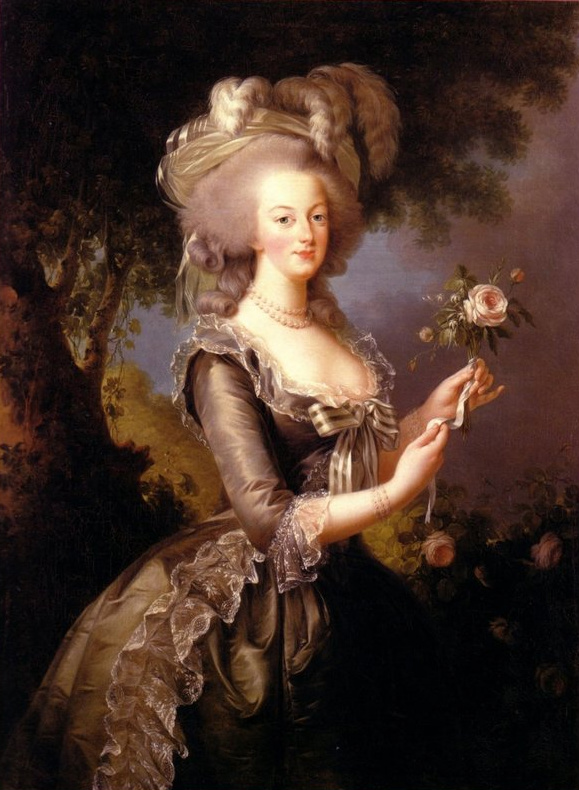
Портрет Марии-Антуанетты

Для подготовки пейзажных эскизов будущего поселения были приглашены художники Клод-Луи Шатле и Луи-Бартелеми Фрере. Скульптору Жозефу Дешаму заказали и выполнение модели будущих домов. Королева часто консультировалась с художником Юбертом Робертом. Именно он занялся планировкой размещения будущих зданий.
Работы начались в 1782 году со строительства деревенских домов. Большое значение придавалось окружающим ландшафтам. К северо-востоку от будущего райского поселения находилась деревня Сен-Антуан-дю-Бюиссон, в которой имелась церковь. Архитекторы настоял на том, чтобы эта часовня и окружающие дома были видны из деревни, что делало пейзаж к северу максимально реалистичным. Одновременно начались работы по созданию живописного пруда. Озеро наполнялось с помощью проложенных под землей труб. Источники нашлись неподалёку в окрестных холмах.
Королевский садовник Антуан Ришар посадил 48 621 различных деревьев (преимущественно фруктовых) вокруг деревни. Уже в 1784 году были готовы первые дома. При этом в доме, где который должен был стать пристанищем самой королевы, соломенная крыша была декоративной. Сначала здание укрыли надёжной черепичной крышей, а солому положили уже сверху. Внутри домики очень мало напоминали крестьянские избы. Здесь были паркетные полы, зеркала и камины.
Для полноценного функционирования хозяйства в часть построек вселили настоящих крестьян. Именно они и занимались работой на ферме. По просьбе королевы часть земель отвели под полноценные пашни. Туда привезли плодородную землю. Строительство фермы завершилось в мае, а неподалёку расчистили место под пастбище для будущего домашнего скота.
Основные работы были завершены в 1786 году. Фасады зданий расписали так, чтобы они выглядели как можно более старыми. Тщательно имитировали старую кирпичную кладку, осыпающуюся штукатурку и потемневшие от времени деревянные фрагменты. Повсеместно высадили множество цветов. Чтобы цветы украшали деревню с ранней весны, неподалёку построили теплицы, где их начинали выращивать ещё в зимние месяцы.
Около каждого дома имелись грядки, где высаживали настоящие овощи и ягоды: савойскую и цветную капусту, артишоки, чёрную фасоль, зелёный горошек и клубнику. Также сажали кусты малины и смородины. Среди фруктовых деревьев господствовали слива, груша, вишня, персик, абрикос и грецкий орех. Разумеется, посадили и виноград.
В пруд выпустили двадцать семь щук и две тысячи карпов. Вскоре стало ясно, что подведённой по трубам воды мало для наполнения озера и ручьёв. Поэтому началось строительство акведуков для доставки воды из более отдалённых мест.
Во время одного из своих визитов в деревню король Людовик XVI решил создать триумфальную арку при въезде в деревню. Строительство было завершено в июне 1787 года. Ворота украсили изображением льва.
Общая стоимость строительства оценивается в 500 тысяч ливров. Это составляло примерно четверть общих расходов, потраченных на королеву в период с 1776 по 1790 год. Для сравнения, покупка замка Сен-Клу (о чём Людовика XVI просила супруга) обошлась в шесть миллионов ливров. Деревня превратилась в одну из самых популярных территорий Версальского комплекса.

### Жизнь в деревне времен Марии-Антуанетты
Королева с искренним интересом приходила посмотреть как доят коров и стригут овец. Иногда Мария-Антуанетта принимала личное участие в этой деятельности. При этом она наряжалась крестьянской девушкой.
Несмотря на свой идиллический вид, деревня представляет собой настоящее сельскохозяйственное угодье. Все заправлял один из крестьян. Он и другие крестьяне ухаживали за огородами, фруктовыми деревьями, виноградниками и работали на пашне. Продукты (яйца, молоко, овощи) напрямую поставлялись повару королевы во время её визитов. Интересно, что по просьбе королевы домашний скот привезли из Альпийских предгорий, чтобы он максимально напоминал Австрийские ландшафты.
Доступ в деревню был позволен только самым близким друзьям королевы. Приглашение в Амо-де-ля-Рен было для любого придворного знаком особого королевского расположения. Здесь бывали граф Жозеф Иасент Франсуа-де-Поль де Риго де Водрёй, барон Пьер Виктор де Безенваль, графиня Иоланда де Полиньяк с дочерью и принц Шарль-Жозеф де Линь. Сама королева любила проводить здесь время в компании своей невестки, принцессы Елизаветы Французской. Каждый раз вместе с королевой в деревню приезжала камеристка Жанна-Луиза Кампан и графиня Женевьева де Грамон. Дети Марии-Антуанетты часто играли с крестьянскими детьми.
По требованию королевы все гости должны при визитах в Амо-де-ля-Рен носить простую одежду без украшений. В хорошую погоду Мария-Антуанетта любила гулять по своей деревне. Во время дождя играли в бильярд или в нарды. Регулярно устраивались музыкальные или театрализованные представления. Если случались танцы, то королева требовала, чтобы все плясали в крестьянских традициях.
Людовик XVI редко бывал в деревне, возведённой для его жены. Это не расстраивало королеву, так как позволяло обходиться без сложных дворцовых церемоний. Одновременно ходили слухи о том, что в деревне королева устраивает оргии или изменяет королю со своим любовником графом Хансом Акселем фон Ферзеном.

### После Великой Французской революции

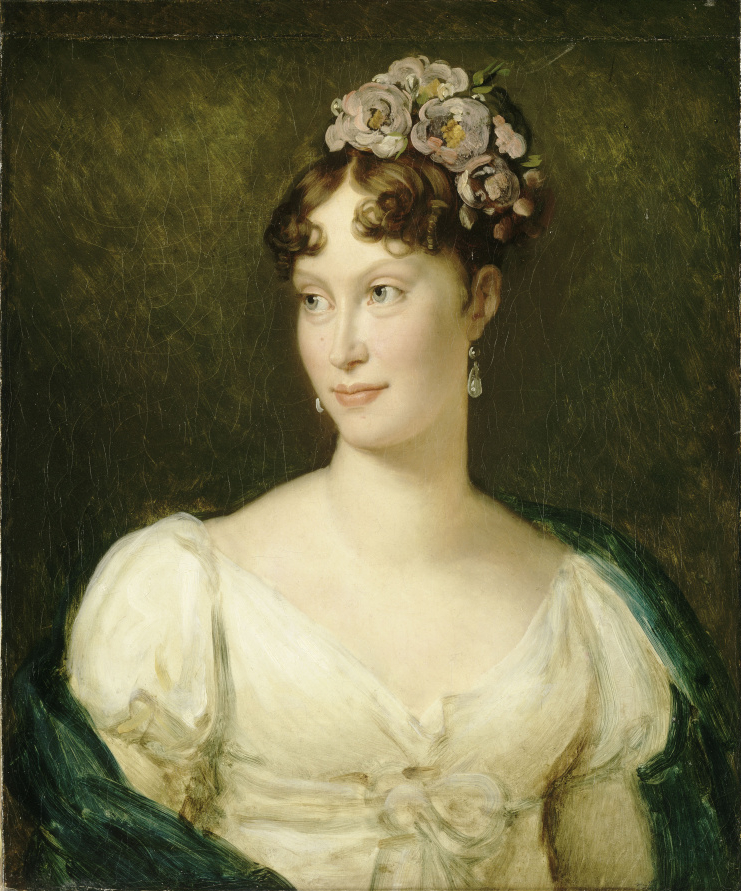
Портрет Марии-Луизы

В годы Великой Французской революции деревня оказалась заброшена. Часть мебели была продана с аукционов. Роскошные сервизы исчезли. Заботы самом имени были поручены Антуан Ришару, бывшему королевскому садовнику. В конце концов как и близлежащий дворец Малый Трианон деревню в 1796 году сдали в аренду под устройство кабаре трактирщику по имени Шарль Ланглуа. Несколькими годами позже появился доклад, в котором император Наполеон I поддержал снос деревни. Однако построенная для королевы деревня сохранилось. А в 1810 году Наполеон I решил реконструировать деревню для супруги Марии-Луизы. Реставрационными работами руководил архитектор Гийом Трепса. Однако не все постройки сохранились. Молочная ферма и часть хозяйственных построек, которые были очень сильно повреждены, оказались снесены. Заросшие огороды заменили простыми лужайками. Некоторые постройки переоборудовали под казармы личной гвардии императора. Это сразу сделало деревню чисто декоративной.
Управляющим имением был назначен барон Луи Костаз. Благодаря ему сохранился особый подход к Амо-де-ля-Рен. В частности, он настоял, что важно сохранять традицию раскраски зданий под ветшающие постройки (о чём в процессе реставрации чуть не забыли). В итоге бывший дом королевы сохранился в первозданной виде.

### После 1815 года
После отречения Наполеона I деревня Амо-де-ля-Рен вновь оказалась заброшена. Несколько десятилетий здесь никто не жил. О деревне, как об историческом памятнике вспомнили во второй половине XIX века. В 1862 году поселение включили в список исторических памятников. Однако ни ремонта, ни реставрационных работы не производилось.

### XX век
Статус исторического памятника для Амо-де-ля-Рен был подтверждён 31 октября 1906 года. Но реставрация началась только благодаря Джону Рокфеллеру (младшему). Миллиардер профинансировал основную часть дорогостоящих работ. Руководил восстановлением усадьбы архитектор Патрис Бонне. Правда, его критиковали за то, что старые разрушенные здания он укреплял с помощью бетонных блоков, а не аутентичных материалов. Тем не менее внешне Амо-де-ля-Рен вновь стала выглядеть весьма привлекательно. Этому способствовало и восстановление обширных садов.
В 1979 году деревня Амо-де-ля-Рен с окружающей территорией была включена в Список всемирного наследия ЮНЕСКО. Правда, долгое время имение оставалось закрытым для посещения публикой. Полноценная реставрация обветшавших строений началась в 1990-е годы под руководством Пьера-Андре Лаблауда, главного архитектора исторических памятников. Было проведено тщательное изучение всех архивных документов. Важную роль этом сыграл исследователь Анник Хейтцманн.
При восстановлении прежнего облика деревни большое значение придавалось изначальной идее: это должно было быть полноценное поселение с фермами, пашнями и садами, а не скопление декоративных сооружений. Поэтому здесь реанимировали сельскохозяйственную жизнь. В числе прочего, на её фермы привезли почти 150 животных.
Большой ущерб имению принесла сильная буря, случившаяся в конце 1999 года. Более пятидесяти старинных деревьев было повалено. Среди них ― Лириодендрон тюльпановый (тюльпанное дерево) по прозвищу «Мария-Луиза», чей саженец в начале XIX века доставили из Вирджинии. Сотни садовых растений серьёзно пострадали. Пришлось проводить работы по восстановлению садов и парка. За основу был принят план 1786 года.

## Современное состояние
1 июля 2006 года состоялось торжественное открытие полностью восстановленной деревни Амо-де-ля-Рен. С тех пор посетители Версаля могут посещать любимое детище королевы. В первые годы число посетителей достигало 300 тысяч человек. Но позднее были введены ограничения на число ежедневных посещений и входная плата. Это существенно снизило количество туристов.
В 2015 году начались работы по восстановлению интерьера и лестницы Дома Королевы, а также реставрация фасадов и замена обветшавших конструкций. Сумма затрат оценивается в пять с половиной миллионов евро.

## Галерея

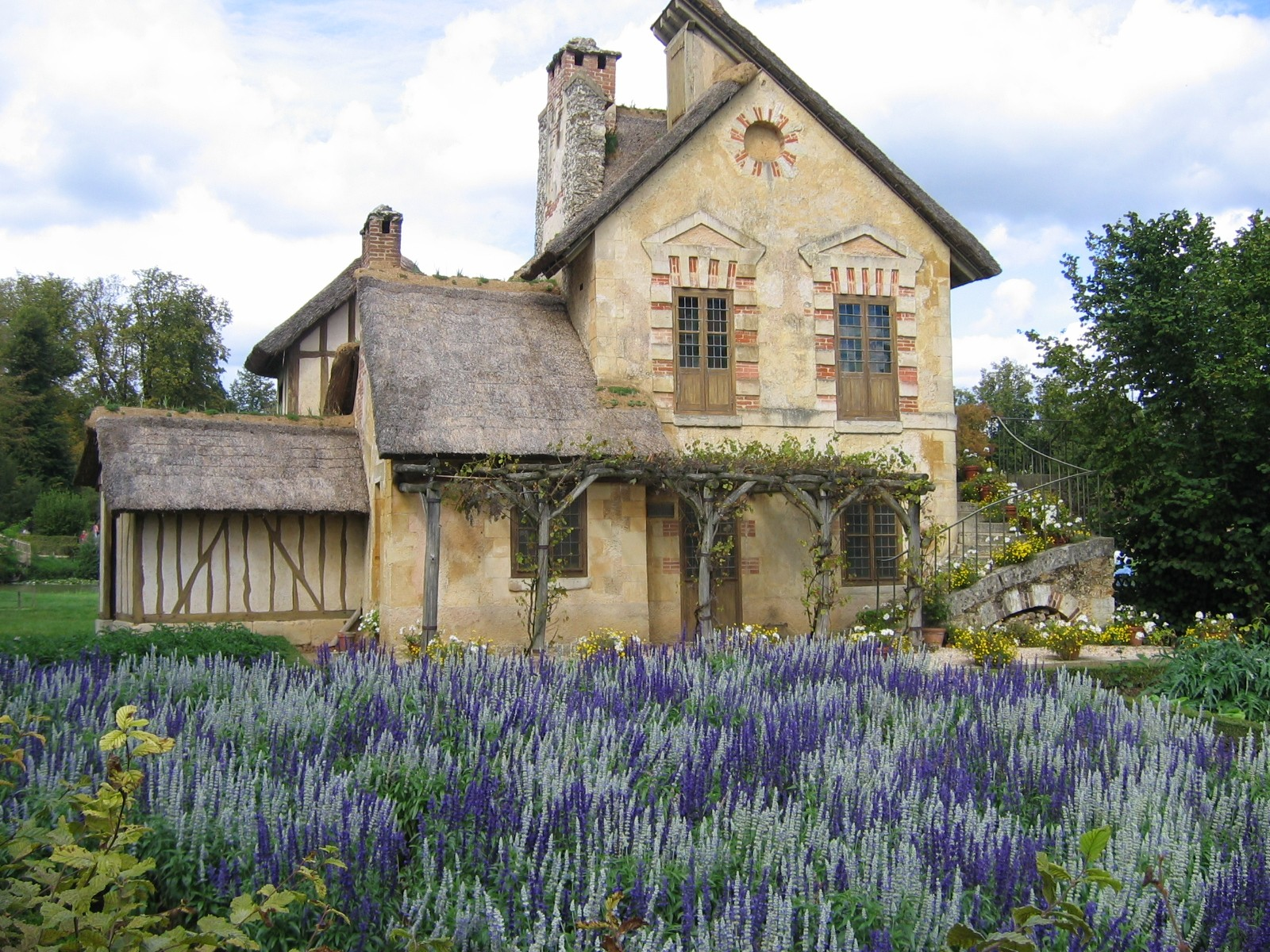
Мельница
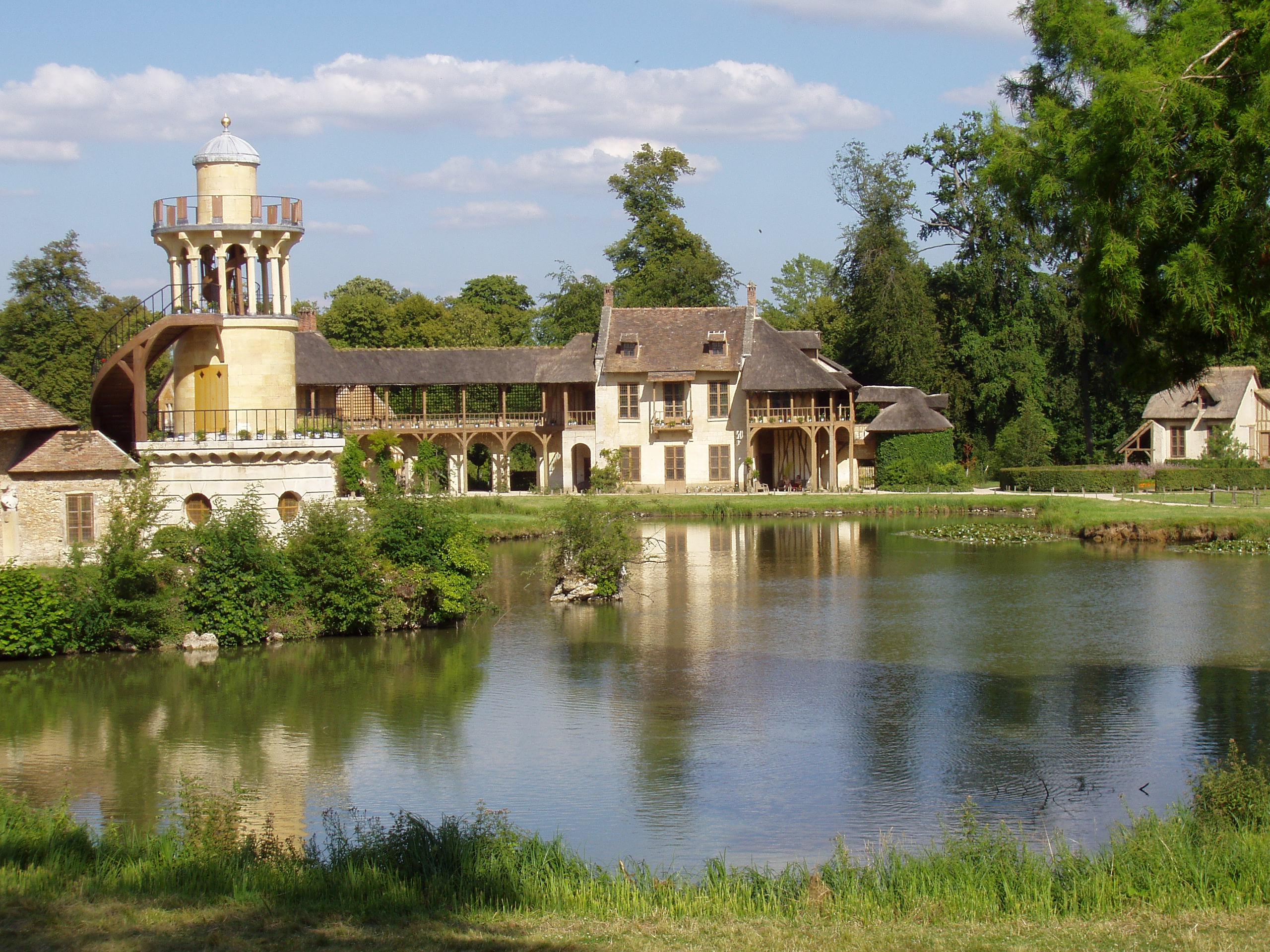
Башня Мальборо и Дом королевы; справа виднеется Будуар
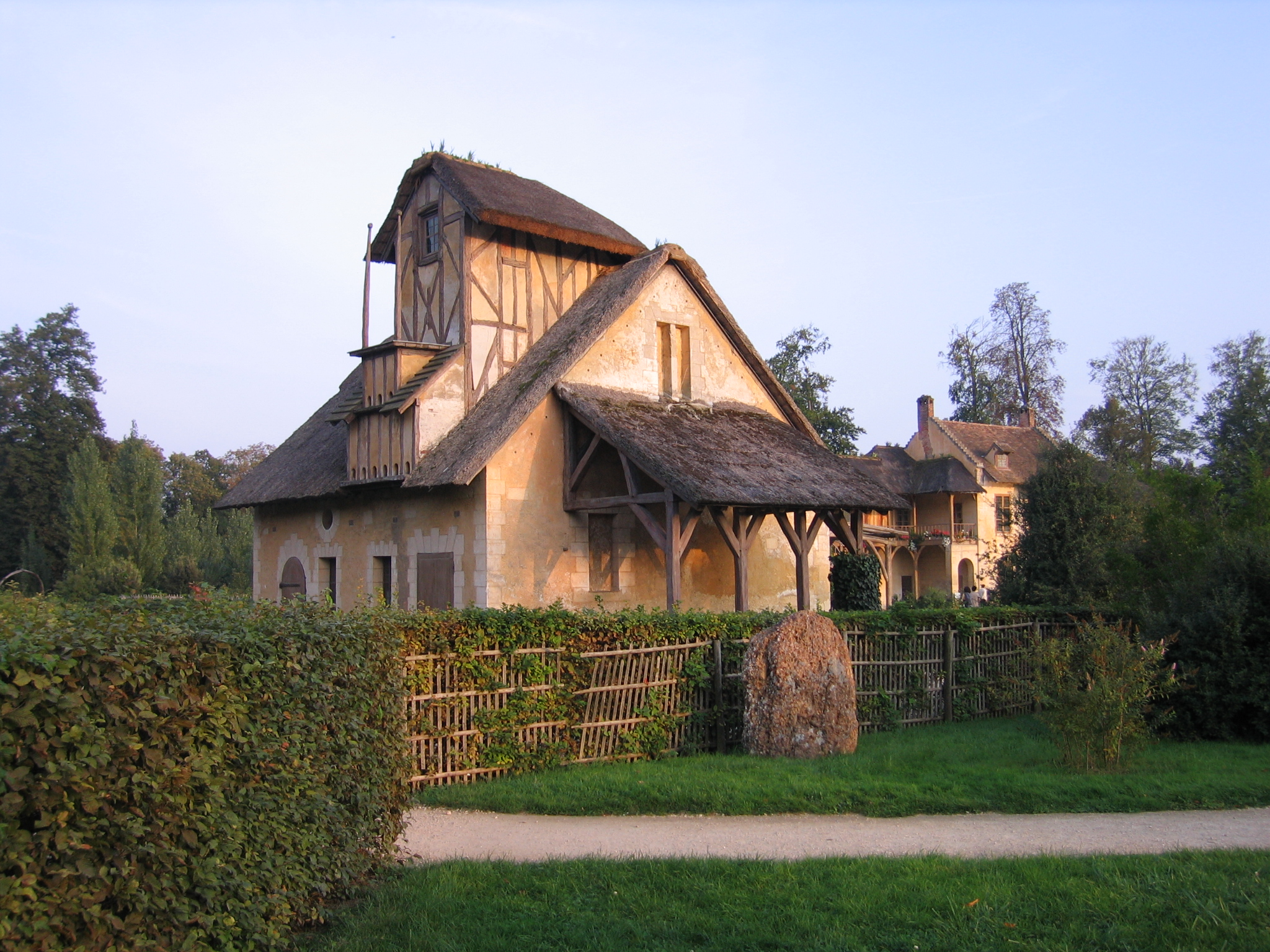
Голубятня
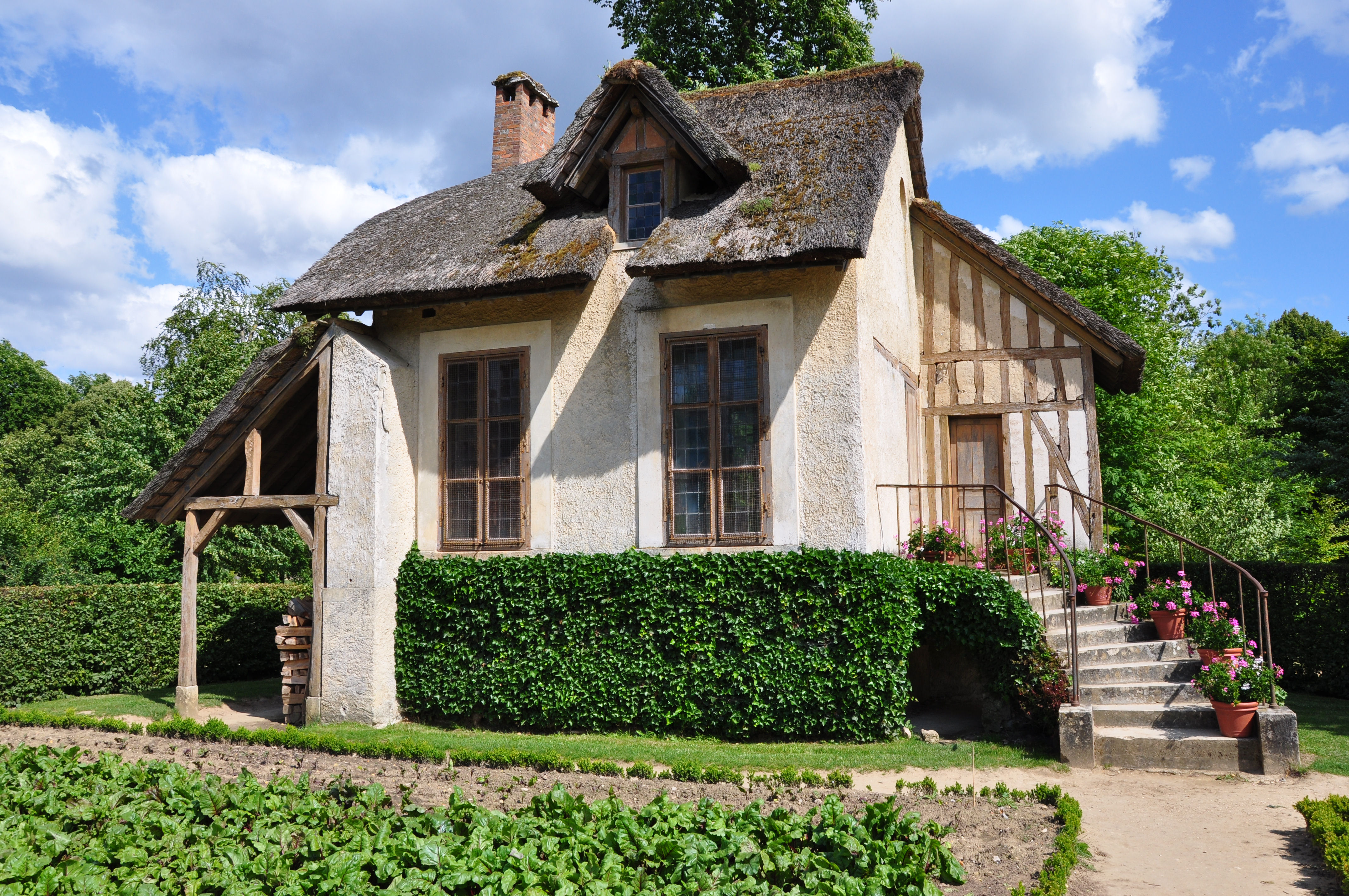
Будуар королевы
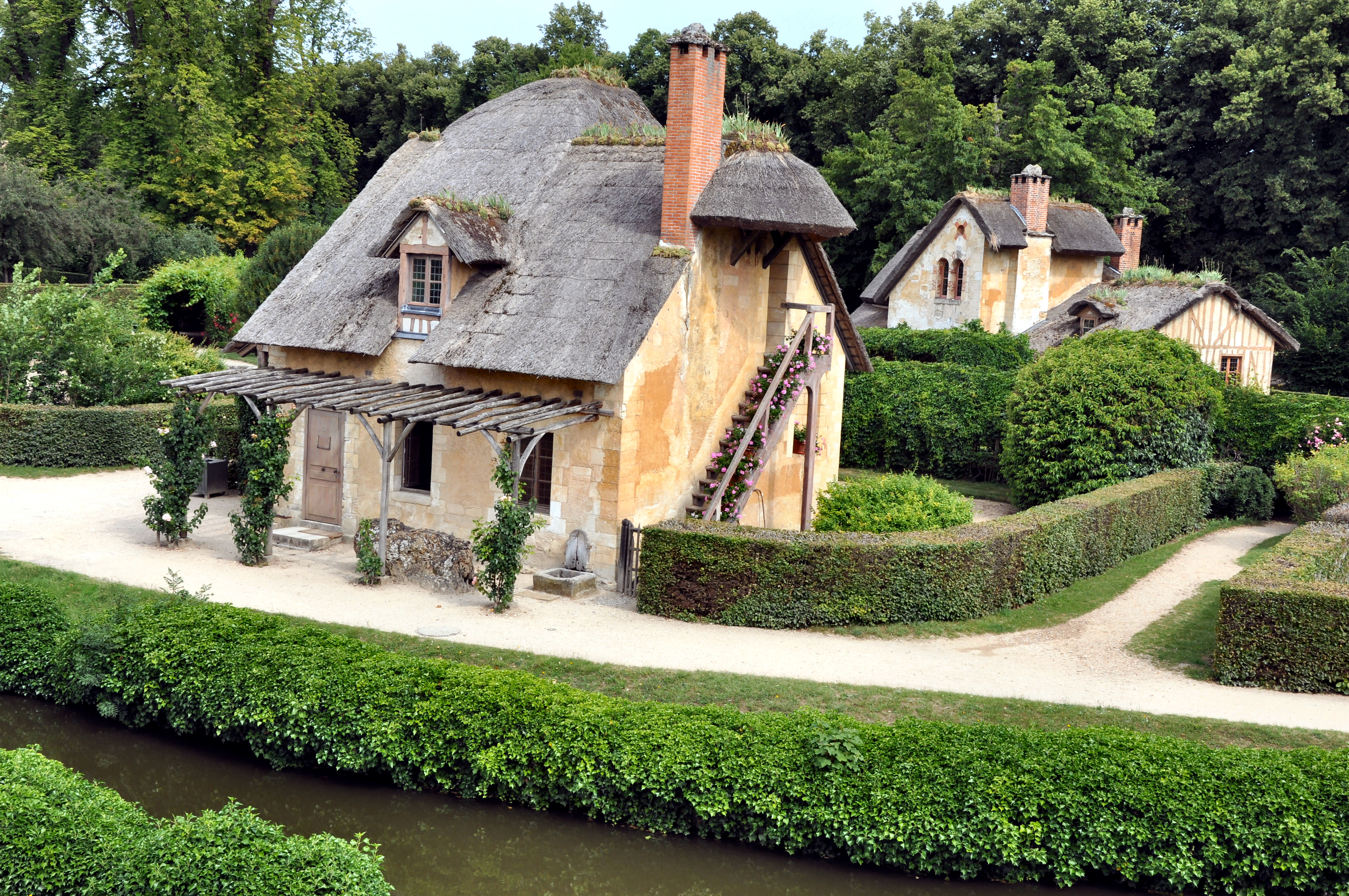
Голубятня и Дом охранника (справа)

## Название на русском языке
На французском языке Амо-де-ля-Рен принято именовать hameau de la Reine (с фр. — «хутор королевы»), однако в русском языке этот термин встречается не так часто. В различных источниках употребляются самые разные названия, такие как: деревня Марии-Антуанетты, Деревня королевы, Ферма Королевы, деревушка в Малом Трианоне и другие.